# Бибиков, Василий Николаевич
Василий Николаевич Бибиков (17 октября 1910, Пропойск — 1992, Киев) — советский военачальник, военный лётчик, генерал-лейтенант авиации (1954).

## Биография
Родился Василий Николаевич Бибиков в 1910 году в Пропойске Могилёвской губернии. В 1927 году окончил 6 классов школы, работал в Ленинграде чернорабочим в порту, затем в магазине, в кожном синдикате.
В декабре 1928 года вступил в РККА. В 1930 году окончил Ленинградскую военно-теоретическую школу ВВС, в 1931 году — Борисоглебскую 2-ю военную школу летчиков, затем служил в ВВС на должностях: младший лётчик, командир звена, корабля, авиаотряда.
С началом Гражданской войны в Испании В. Н. Бибиков был направлен туда в числе первых добровольцев, в сентябре 1936 года на пароходе «Нева» под видом специалиста по закупке сельхозтехники в Испании. С октября 1936 года воевал в составе только что сформированной 1-й интернациональной бомбардировочной эскадрильи «Испания» республиканских ВВС. Советские лётчики-бомбардировщики должны были летать на СБ, но пароходы с ними ещё не прибыли, поэтому лётчиков, имевших опыт полётов на двухмоторных машинах, определили на самолёты Potez 54, В. Н. Бибиков стал командиром одного из них. С прибытием СБ советские лётчики пересели на них, В. Н. Бибиков был назначен командиром звена СБ, лично совершил 78 боевых вылетов. В мае 1937 года вернулся в СССР.
После возвращения, в декабре 1937 года был назначен командиром эскадрильи, затем вр. и. д. командира авиабригады, с февраля 1938 года — командир бомбардировочного авиационного полка, в 1939 году окончил Липецкую высшую лётно-тактическую школу ВВС, с августа 1939 года — старший помощник инспектора ВВС Фронтовой (Читинской) группы, участник боев на Халхин-Голе, с 1940 года — командующий ВВС 2-й Отдельной Краснознаменной армии. В 1941 году окончил КУНС при Академии Генерального штаба РККА.
С началом Великой Отечественной войны на той же должности. В июле 1942 года на базе ВВС 2-й Краснознаменной армии была сформирована 11-я воздушная армия, с 27 июля 1942 года полковник В. Н. Бибиков был назначен её командиром. В составе армии насчитывалось три авиационных дивизии — 96-я истребительная, 82-я бомбардировочная и 206-я смешанная. Армия охраняла воздушное пространство Дальнего Востока.
С сентября по ноябрь 1944 года проходил стажировку на германском фронте в 3-й воздушной армии.
В декабре 1944 года 11-я воздушная армия была расформирована, управление армии было переформировано в управление 18-го авиационного корпуса, командиром которого тогда же был назначен В. Ф. Нюхтилин, однако В. Н. Бибиков официально командовал 11-й воздушной армией до 22 января 1945 года.
С января по октябрь 1945 года — заместитель командующего ВВС Дальневосточного фронта (5 августа 1945 переименован во 2-й Дальневосточный фронт). На этом посту участвовал в Советско-японской войне.
После войны на той же должности, с июля 1946 года — заместитель командующего по боевой подготовке 1-й воздушной армии, в 1947—1949 годах учился в Академии Генштаба, с 1949 года — заместитель командующего по строевой части 11-й воздушной армии Закавказского военного округа (с февраля 1949 года — 34-я воздушная армия), с марта 1950 года — командующий 34-й воздушной армии, с июля 1950 года — командующий 59-й воздушной армии Центральной группы войск, с июня 1953 года — командующий ВВС Западно-Сибирского военного округа, с апреля 1955 года — командующий ВВС Северо-Кавказского военного округа.
В марте 1957 года назначен старшим военным советником командующего ВВС Народно-освободительной армии Китая (НОАК), с марта 1959 года — военный специалист по ВВС, одновременно — старший группы специалистов по ВВС в НОАК.
После возвращения в СССР, в октябре 1959 года назначен командиром 69-й воздушной армии Киевского военного округа, с декабря 1960 года — в распоряжении Главкома ВВС. В марте 1961 года вышел в отставку.
Жил в Киеве. Скончался в 1992 году. Похоронен на Байковом кладбище Киева.

## Звания
- капитан (1937)
- полковник (1938)
- генерал-майор авиации (17.10.1942)
- генерал-лейтенант авиации (31.05.1954)

## Награды
- Орден Ленина (30.04.1954[3])
- Четыре ордена Красного Знамени (1937, 1937, 31.08.1945, 20.06.1949[3])
- Орден Отечественной войны 1-й степени (11.03.1985)[4]
- Два ордена Красной Звезды (1936, 3.11.1944[3])
- Медаль «За боевые заслуги» (17.11.1939)
- Другие медали[5]

## Документы
- Общедоступный электронный банк документов «Подвиг Народа в Великой Отечественной войне 1941—1945 гг.» Архивировано 13 марта 2012 года. № в базе данных 29836427. Архивировано 21 апреля 2013 года., 1518026237. Архивировано 21 апреля 2013 года.